# Tougouni
Tougouni est une localité et une commune rurale du Mali, chef-lieu d'arrondissement dans le Nyamina et la région de Koulikoro.

## Histoire
Lors de la réforme administrative de 2023, la commune rurale est soustraite du cercle de Koulikoro et la localité est érigée en chef-lieu d'arrondissement dans le cercle de Nyamina.

## Villages
La commune s'étend sur 23 localités relevées lors du recensement général de 2009. 
Les villages les plus peuplés sont :
- Tougouni (1 730 habitants) ;
- Konina (1 176 habitants) ;
- Ouegnan (682 habitants).